# Convocazioni per il campionato mondiale di hockey su ghiaccio maschile 2005
Ciascuna squadra partecipante al Campionato mondiale di hockey su ghiaccio maschile 2005 consisteva in almeno 15 giocatori (attaccanti e difensori) e 2 portieri, mentre al massimo si poteva disporre di 22 giocatori e 3 portieri.

## Gruppo A

### Austria
Allenatore:  Herbert Pöck.
Lista dei convocati aggiornata all'8 maggio 2005.
| N. | Pos. | Nome                  | Anno | Alt. | Peso | Tiro | Squadra             |
| -- | ---- | --------------------- | ---- | ---- | ---- | ---- | ------------------- |
| 3  | D    | Emanuel Viveiros      | 1966 | 181  | 80   | L    | KAC                 |
| 4  | D    | Gerhard Unterluggauer | 1976 | 177  | 88   | L    | Innsbruck           |
| 8  | A    | Roland Kaspitz        | 1981 | 170  | 80   | L    | Innsbruck           |
| 11 | A    | Gerald Ressmann       | 1970 | 190  | 99   | L    | KAC                 |
| 16 | A    | Philippe Horsky       | 1983 | 188  | 85   | L    | KAC                 |
| 17 | D    | Thomas Pöck           | 1981 | 184  | 88   | L    | Hartford Wolf Pack  |
| 19 | A    | Patrick Harand        | 1984 | 184  | 82   | L    | Red Bull Salisburgo |
| 20 | A    | Daniel Welser         | 1983 | 180  | 85   | L    | KAC                 |
| 21 | A    | Matthias Trattnig     | 1979 | 185  | 95   | L    | Syracuse Crunch     |
| 23 | P    | Bernd Brückler        | 1981 | 187  | 87   | L    | Wisconsin Badgers   |
| 25 | A    | Mario Schaden         | 1972 | 174  | 84   | R    | KAC                 |
| 28 | D    | Sven Klimbacher       | 1981 | 178  | 86   | L    | Innsbruck           |
| 30 | D    | Philippe Lakos        | 1980 | 192  | 100  | R    | Vienna Capitals     |
| 31 | P    | Jürgen Penker         | 1982 | 184  | 86   | L    | Red Bull Salisburgo |
| 32 | D    | André Lakos           | 1979 | 203  | 103  | R    | Syracuse Crunch     |
| 34 | A    | Markus Peintner       | 1980 | 181  | 83   | L    | Vienna Capitals     |
| 38 | P    | Patrick Machreich     | 1980 | 182  | 76   | L    | Graz 99ers          |
| 44 | D    | Michael Stewart       | 1972 | 189  | 94   | L    | Villacher SV        |
| 45 | A    | David Schuller        | 1980 | 182  | 89   | L    | KAC                 |
| 47 | D    | Martin Ulrich         | 1969 | 188  | 91   | L    | DEG Metro Stars     |
| 54 | A    | Raimund Divis         | 1978 | 184  | 84   | L    | Innsbruck           |
| 55 | D    | Robert Lukas          | 1978 | 177  | 84   | L    | Vienna Capitals     |
| 61 | A    | Christoph Harand      | 1981 | 180  | 80   | L    | Black Wings Linz    |
| 74 | A    | Dieter Kalt - C       | 1974 | 175  | 83   | R    | Vienna Capitals     |
| 91 | A    | Oliver Setzinger      | 1983 | 183  | 92   | L    | HPK                 |

LEGENDA:

P = Portiere, D = Difensore, A = Attaccante, L = sinistra, R = destra

### Bielorussia
Allenatore:  Glen Hanlon.
Lista dei convocati aggiornata al 7 maggio 2005.
| N. | Pos. | Nome                   | Anno | Alt. | Peso | Tiro | Squadra           |
| -- | ---- | ---------------------- | ---- | ---- | ---- | ---- | ----------------- |
| 2  | P    | Sjarhej Šabanaŭ        | 1974 | 179  | 78   | L    | Metallurg Novok.  |
| 4  | D    | Aljaksandr Makrycki    | 1971 | 186  | 84   | L    | Homel'            |
| 5  | D    | Aljaksandr Radzinski   | 1978 | 189  | 94   | R    | Keramin Minsk     |
| 7  | D    | Sjarhej Erkovič        | 1974 | 185  | 94   | L    | Junost Minsk      |
| 8  | A    | Andrėj Michalëv        | 1978 | 179  | 76   | L    | Keramin Minsk     |
| 12 | A    | Aljaksej Savin         | 1986 | 181  | 78   | L    | Junost Minsk      |
| 14 | A    | Aljaksej Strachaŭ      | 1975 | 178  | 76   | R    | Keramin Minsk     |
| 16 | A    | Andrėj Skabelka        | 1971 | 186  | 92   | L    | Junost Minsk      |
| 18 | A    | Aljaksej Uharaŭ        | 1985 | 178  | 79   | L    | Junost Minsk      |
| 19 | A    | Dzmitryj Mjaleška      | 1982 | 179  | 75   | R    | Keramin Minsk     |
| 22 | A    | Sjarhej Zadzjalënaŭ    | 1976 | 178  | 90   | L    | Junost Minsk      |
| 23 | A    | Andrėj Kascicyn        | 1985 | 185  | 83   | L    | Hamilton Bulldogs |
| 25 | D    | Andrėj Baško           | 1982 | 189  | 83   | L    | Keramin Minsk     |
| 26 | D    | Aleh Mikul'čyk         | 1964 | 188  | 90   | R    | Junost Minsk      |
| 27 | A    | Aljaksandr Žurik       | 1975 | 193  | 96   | L    | THK Tver'         |
| 28 | A    | Kanstanzin Kal'coŭ     | 1981 | 185  | 83   | L    | Spartak Mosca     |
| 29 | A    | Uladzimir Cyplakoŭ - C | 1969 | 188  | 87   | L    | CSKA Mosca        |
| 30 | D    | Uladzimir Kopac'       | 1971 | 182  | 79   | L    | Junost Minsk      |
| 31 | P    | Andrėj Mezin           | 1974 | 180  | 77   | L    | SKA Pietroburgo   |
| 32 | D    | Uladzimir Svita        | 1970 | 189  | 87   | R    | Keramin Minsk     |
| 33 | P    | Scjapan Haračzŭskich   | 1985 | 174  | 70   | L    | Junost Minsk      |
| 77 | A    | Dzmitryj Dudzik        | 1977 | 185  | 84   | R    | Junost Minsk      |
| 84 | A    | Michail Hraboŭski      | 1984 | 181  | 78   | L    | Neftechimik       |

LEGENDA:

P = Portiere, D = Difensore, A = Attaccante, L = sinistra, R = destra

### Russia
Allenatore:  Vladimir Krikunov.
Lista dei convocati aggiornata all'8 maggio 2005.
| N. | Pos. | Nome                 | Anno | Alt. | Peso | Tiro | Squadra         |
| -- | ---- | -------------------- | ---- | ---- | ---- | ---- | --------------- |
| 2  | D    | Sergej Gusev         | 1975 | 188  | 92   | L    | Avangard Omsk   |
| 3  | D    | Aleksandr Karpovcev  | 1970 | 189  | 102  | R    | Lok. Jaroslavl’ |
| 4  | D    | Vitalij Proškin      | 1976 | 189  | 99   | L    | Ak Bars Kazan’  |
| 6  | D    | Denis Denisov        | 1981 | 183  | 85   | L    | Ak Bars Kazan’  |
| 8  | A    | Aleksandr Ovečkin    | 1985 | 187  | 93   | R    | Dinamo Mosca    |
| 13 | A    | Pavel Dacjuk         | 1978 | 179  | 86   | R    | Dinamo Mosca    |
| 18 | A    | Evgenij Malkin       | 1986 | 191  | 87   | L    | Magnitogorsk    |
| 20 | P    | Aleksandr Erëmenko   | 1980 | 179  | 72   | L    | Dinamo Mosca    |
| 21 | A    | Aleksandr Charitonov | 1976 | 173  | 78   | R    | Dinamo Mosca    |
| 23 | A    | Ivan Neprjaev        | 1982 | 188  | 85   | L    | Lok. Jaroslavl’ |
| 25 | A    | Viktor Kozlov        | 1975 | 195  | 104  | R    | Lada Togliatti  |
| 27 | A    | Aleksej Kovalëv      | 1973 | 186  | 102  | L    | Ak Bars Kazan’  |
| 29 | A    | Vladimir Antipov     | 1978 | 179  | 92   | L    | Lok. Jaroslavl’ |
| 32 | A    | Aleksandr Sëmin      | 1984 | 188  | 88   | R    | Lada Togliatti  |
| 34 | D    | Sergej Vyšedkevič    | 1975 | 182  | 90   | L    | Dinamo Mosca    |
| 37 | D    | Aleksandr Rjazancev  | 1980 | 183  | 97   | R    | Lok. Jaroslavl’ |
| 39 | P    | Maksim Sokolov       | 1972 | 180  | 88   | L    | Avangard Omsk   |
| 40 | P    | Sergej Zvjagin       | 1971 | 173  | 79   | L    | Neftechimik     |
| 42 | A    | Sergej Zinov'ev      | 1980 | 180  | 82   | L    | Ak Bars Kazan’  |
| 45 | D    | Dmitrij Kalinin      | 1980 | 189  | 98   | L    | Magnitogorsk    |
| 52 | D    | Andrej Markov        | 1978 | 189  | 93   | L    | Dinamo Mosca    |
| 61 | A    | Maksim Afinogenov    | 1979 | 181  | 86   | L    | Dinamo Mosca    |
| 71 | A    | Il'ja Koval'čuk      | 1983 | 188  | 103  | R    | Ak Bars Kazan’  |
| 79 | A    | Aleksej Jašin        | 1973 | 190  | 99   | R    | Lok. Jaroslavl’ |
| 81 | A    | Fëdor Fëdorov        | 1981 | 193  | 103  | L    | Magnitogorsk    |

LEGENDA:

P = Portiere, D = Difensore, A = Attaccante, L = sinistra, R = destra

### Slovacchia
Allenatore:  František Hossa.
Lista dei convocati aggiornata al 9 maggio 2005.
| N. | Pos. | Nome               | Anno | Alt. | Peso | Tiro | Squadra           |
| -- | ---- | ------------------ | ---- | ---- | ---- | ---- | ----------------- |
| 3  | D    | Zdeno Chára        | 1977 | 205  | 117  | L    | Färjestad         |
| 6  | D    | Radoslav Suchý     | 1976 | 188  | 90   | L    | Poprad            |
| 7  | D    | Martin Štrbák      | 1975 | 191  | 96   | L    | CSKA Mosca        |
| 8  | D    | René Vydarený      | 1981 | 186  | 92   | L    | Slovan Bratislava |
| 10 | A    | Marián Gáborík     | 1982 | 186  | 83   | L    | Dukla Trenčín     |
| 13 | A    | Marcel Hossa       | 1981 | 183  | 86   | L    | Mora              |
| 15 | A    | Jozef Stümpel      | 1972 | 190  | 100  | L    | Slavia Praga      |
| 16 | A    | Vladimír Országh   | 1977 | 180  | 88   | L    | HKm Zvolen        |
| 17 | D    | Ľubomír Višňovský  | 1976 | 178  | 83   | L    | Slovan Bratislava |
| 18 | A    | Miroslav Šatan - C | 1974 | 188  | 87   | L    | Slovan Bratislava |
| 20 | A    | Richard Zedník     | 1976 | 183  | 91   | L    | HKm Zvolen        |
| 23 | A    | Ľuboš Bartečko     | 1976 | 183  | 91   | L    | Dinamo Mosca      |
| 24 | A    | Žigmund Pálffy - A | 1972 | 179  | 86   | L    | Slavia Praga      |
| 25 | P    | Ján Lašák          | 1979 | 184  | 92   | L    | Pardubice         |
| 26 | A    | Michal Handzuš     | 1977 | 193  | 98   | L    | HKm Zvolen        |
| 29 | D    | Ivan Majeský       | 1976 | 194  | 103  | R    | Sparta Praga      |
| 31 | P    | Rastislav Staňa    | 1980 | 182  | 83   | L    | Södertälje SK     |
| 33 | A    | Peter Pucher       | 1974 | 185  | 95   | L    | Orli Znojmo       |
| 38 | A    | Pavol Demitra      | 1974 | 180  | 82   | L    | Dukla Trenčín     |
| 41 | D    | Richard Lintner    | 1977 | 190  | 97   | R    | Friburgo-Gottéron |
| 43 | D    | Jaroslav Obšut     | 1976 | 186  | 97   | L    | Luleå             |
| 48 | A    | Juraj Štefanka     | 1974 | 190  | 94   | L    | Vítkovice Steel   |
| 60 | P    | Karol Križan       | 1980 | 178  | 83   | L    | HKm Zvolen        |
| 81 | A    | Marián Hossa       | 1979 | 190  | 90   | L    | Dukla Trenčín     |
| 83 | D    | Dominik Graňák     | 1983 | 182  | 79   | L    | Slavia Praga      |

LEGENDA:

P = Portiere, D = Difensore, A = Attaccante, L = sinistra, R = destra

## Gruppo B

### Canada
Allenatore:  Marc Habscheid.
Lista dei convocati aggiornata al 14 maggio 2005.
| N. | Pos. | Nome             | Anno | Alt. | Peso | Tiro | Squadra             |
| -- | ---- | ---------------- | ---- | ---- | ---- | ---- | ------------------- |
| 1  | P    | Roberto Luongo   | 1979 | 191  | 94   | L    | Florida Panthers    |
| 4  | D    | Chris Phillips   | 1978 | 191  | 98   | L    | Brynäs              |
| 5  | D    | Jamie Heward     | 1971 | 188  | 91   | R    | Langnau Tigers      |
| 6  | D    | Wade Redden      | 1977 | 188  | 94   | L    | Ottawa Senators     |
| 7  | A    | Brendan Morrison | 1975 | 181  | 84   | L    | Linköping           |
| 10 | A    | Brenden Morrow   | 1979 | 181  | 96   | R    | Dallas Stars        |
| 15 | A    | Dany Heatley     | 1981 | 191  | 98   | L    | Ak Bars Kazan’      |
| 17 | A    | Mike Fisher      | 1983 | 183  | 94   | R    | Zugo                |
| 18 | A    | Kirk Maltby      | 1972 | 183  | 87   | R    | Detroit Red Wings   |
| 19 | A    | Shane Doan - A   | 1976 | 188  | 98   | R    | Phoenix Coyotes     |
| 21 | A    | Simon Gagné      | 1980 | 183  | 85   | L    | Philadelphia Flyers |
| 22 | A    | Patrick Marleau  | 1979 | 188  | 96   | R    | San Jose Sharks     |
| 23 | D    | Scott Hannan     | 1979 | 186  | 100  | L    | San Jose Sharks     |
| 24 | A    | Scott Walker     | 1973 | 180  | 91   | R    | Nashville Predators |
| 27 | D    | Dan Boyle        | 1976 | 181  | 87   | R    | Djurgården          |
| 28 | D    | Robyn Regehr     | 1980 | 191  | 103  | L    | Calgary Flames      |
| 30 | P    | Martin Brodeur   | 1972 | 188  | 96   | L    | New Jersey Devils   |
| 33 | A    | Kris Draper      | 1972 | 181  | 87   | R    | Detroit Red Wings   |
| 35 | P    | Marty Turco      | 1975 | 181  | 85   | L    | Djurgården          |
| 44 | D    | Sheldon Souray   | 1976 | 193  | 105  | L    | Färjestad           |
| 55 | D    | Ed Jovanovski    | 1976 | 188  | 96   | L    | Vancouver Canucks   |
| 61 | D    | Rick Nash        | 1984 | 193  | 94   | L    | Davos               |
| 94 | A    | Ryan Smyth - C   | 1976 | 186  | 87   | L    | Edmonton Oilers     |
| 97 | A    | Joe Thornton     | 1979 | 193  | 102  | L    | Davos               |

LEGENDA:

P = Portiere, D = Difensore, A = Attaccante, L = sinistra, R = destra

### Lettonia
Allenatore:  Leonīds Beresņevs.
Lista dei convocati aggiornata al 7 maggio 2005.
| N. | Pos. | Nome                   | Anno | Alt. | Peso | Tiro | Squadra               |
| -- | ---- | ---------------------- | ---- | ---- | ---- | ---- | --------------------- |
| 1  | P    | Artūrs Irbe            | 1967 | 174  | 80   | L    | Columbus Blue Jackets |
| 2  | D    | Rodrigo Laviņš         | 1974 | 179  | 84   | L    | Riga 2000             |
| 4  | D    | Agris Saviels          | 1982 | 186  | 98   | L    | Hershey Bears         |
| 5  | A    | Jānis Sprukts          | 1982 | 190  | 105  | L    | Riga 2000             |
| 7  | D    | Kārlis Skrastiņš - C   | 1974 | 188  | 85   | L    | Riga 2000             |
| 8  | D    | Guntis Galviņš         | 1986 | 184  | 86   | L    | Riga 2000             |
| 9  | A    | Ģirts Ankipāns         | 1975 | 183  | 83   | L    | Riga 2000             |
| 10 | A    | Māris Ziediņš          | 1978 | 178  | 78   | L    | Greenville Grrrowl    |
| 12 | A    | Herberts Vasiļjevs     | 1976 | 180  | 75   | R    | Nürnberg Ice Tigers   |
| 13 | A    | Grigorijs Panteļejevs  | 1972 | 176  | 90   | L    | Arboga                |
| 14 | A    | Leonīds Tambijevs      | 1970 | 176  | 85   | R    | HC Coira              |
| 15 | D    | Oskars Bārtulis        | 1987 | 189  | 84   | L    | Moncton Wildcats      |
| 16 | A    | Aleksejs Širokovs      | 1981 | 182  | 88   | R    | Amur Chabarovsk       |
| 17 | A    | Aleksandrs Ņiživijs    | 1976 | 177  | 78   | L    | IF Björklöven         |
| 22 | D    | Oļegs Sorokins         | 1974 | 177  | 82   | L    | Porin Ässät           |
| 23 | D    | Atvars Tribuncovs      | 1976 | 188  | 98   | R    | Spartak Mosca         |
| 24 | A    | Miķelis Rēdlihs        | 1984 | 179  | 78   | L    | Riga 2000             |
| 25 | A    | Aleksandrs Macijevskis | 1975 | 177  | 80   | L    | Odense Bulldogs       |
| 27 | A    | Aleksandrs Semjonovs   | 1972 | 181  | 91   | L    | Arboga                |
| 29 | A    | Aigars Cipruss         | 1972 | 178  | 80   | L    | Spartak Mosca         |
| 30 | P    | Mārtiņš Raitums        | 1985 | 180  | 80   | L    | Riga 2000             |
| 31 | P    | Edgars Masaļskis       | 1980 | 176  | 78   | L    | Dukla Jihlava         |
| 35 | D    | Viktors Ignatjevs      | 1970 | 190  | 95   | L    | Black Wings Linz      |
| 47 | A    | Mārtiņš Cipulis        | 1980 | 180  | 82   | L    | Riga 2000             |

LEGENDA:

P = Portiere, D = Difensore, A = Attaccante, L = sinistra, R = destra

### Slovenia
Allenatore:  Kari Savolainen.
Lista dei convocati aggiornata al 6 maggio 2005.
| N. | Pos. | Nome              | Anno | Alt. | Peso | Tiro | Squadra          |
| -- | ---- | ----------------- | ---- | ---- | ---- | ---- | ---------------- |
| 2  | D    | Bojan Zajc        | 1965 | 185  | 92   | R    | Olimpija Lubiana |
| 3  | D    | Robert Ciglenečki | 1974 | 194  | 96   | R    | Cortina          |
| 4  | D    | Blaž Klinar       | 1981 | 193  | 93   | L    | HK Jesenice      |
| 5  | D    | Mitja Robar       | 1983 | 175  | 75   | L    | Olimpija Lubiana |
| 8  | A    | Edo Terglav       | 1980 | 185  | 89   | L    | Olimpija Lubiana |
| 9  | A    | Tomaž Razingar    | 1975 | 185  | 90   | L    | HK Jesenice      |
| 10 | D    | Dejan Varl        | 1973 | 178  | 83   | L    | HK Jesenice      |
| 12 | A    | David Rodman      | 1983 | 179  | 85   | R    | HK Jesenice      |
| 13 | A    | Luka Žagar        | 1978 | 181  | 90   | L    | HK Jesenice      |
| 14 | A    | Dejan Kontrec     | 1970 | 178  | 75   | L    | Slavija Lubiana  |
| 15 | A    | Tomo Hafner       | 1980 | 185  | 88   | L    | HK Jesenice      |
| 16 | A    | Boris Pretnar     | 1978 | 178  | 83   | L    | HK Jesenice      |
| 17 | D    | Jurij Goličič     | 1981 | 180  | 80   | L    | HK Jesenice      |
| 18 | A    | Mitja Šivic       | 1979 | 178  | 86   | L    | Olimpija Lubiana |
| 20 | P    | Andrej Hočevar    | 1984 | 182  | 89   | L    | Olimpija Lubiana |
| 21 | A    | Jaka Avgustinčič  | 1976 | 176  | 80   | R    | Slavija Lubiana  |
| 22 | A    | Marcel Rodman     | 1981 | 183  | 89   | R    | HK Jesenice      |
| 23 | D    | Damjan Dervarič   | 1982 | 185  | 83   | R    | Olimpija Lubiana |
| 25 | A    | Anže Kopitar      | 1987 | 193  | 93   | L    | Södertälje SK    |
| 26 | D    | Mitja Sotlar      | 1979 | 179  | 86   | L    | HK Jesenice      |
| 27 | P    | Miha Rebolj       | 1977 | 184  | 95   | L    | HK Jesenice      |
| 30 | P    | Gaber Glavič      | 1978 | 182  | 82   | L    | HK Jesenice      |
| 31 | P    | Robert Kristan    | 1983 | 183  | 82   | L    | HK Jesenice      |
| 33 | A    | Ivo Jan           | 1975 | 178  | 79   | R    | Vienna Capitals  |
| 34 | A    | Peter Rožič       | 1974 | 183  | 88   | L    | HK Jesenice      |

LEGENDA:

P = Portiere, D = Difensore, A = Attaccante, L = sinistra, R = destra

### Stati Uniti
Allenatore:  Peter Laviolette.
Lista dei convocati aggiornata al 12 maggio 2005.
| N. | Pos. | Nome               | Anno | Alt. | Peso | Tiro | Squadra             |
| -- | ---- | ------------------ | ---- | ---- | ---- | ---- | ------------------- |
| 2  | D    | Brett Hauer        | 1971 | 188  | 93   | R    | Zugo                |
| 3  | D    | Aaron Miller - A   | 1978 | 193  | 95   | R    | Los Angeles Kings   |
| 4  | D    | Jordan Leopold     | 1971 | 183  | 93   | L    | Calgary Flames      |
| 6  | D    | Andy Roach         | 1973 | 180  | 82   | R    | Losanna             |
| 8  | D    | John-Michael Liles | 1980 | 178  | 83   | L    | Iserlohn Roosters   |
| 9  | A    | Mike Modano - A    | 1970 | 191  | 93   | R    | Dallas Stars        |
| 10 | D    | Paul Martin        | 1981 | 185  | 77   | L    | Friburgo-Gottéron   |
| 11 | A    | Jeff Halpern       | 1976 | 184  | 91   | R    | Kloten Flyers       |
| 14 | A    | Brian Gionta       | 1979 | 170  | 72   | R    | Albany River Rats   |
| 16 | A    | Mike York          | 1978 | 178  | 86   | R    | Iserlohn Roosters   |
| 18 | A    | Richard Park       | 1980 | 181  | 86   | R    | Langnau Tigers      |
| 19 | A    | David Legwand      | 1980 | 188  | 81   | L    | Basilea Sharks      |
| 20 | D    | Ryan Suter         | 1985 | 188  | 89   | L    | Milwaukee Admirals  |
| 21 | A    | Erik Cole          | 1978 | 185  | 83   | L    | Eisbären Berlino    |
| 22 | D    | Yan Stastny        | 1982 | 178  | 86   | R    | Nürnberg Ice Tigers |
| 23 | A    | Zach Parise        | 1984 | 180  | 84   | L    | Albany River Rats   |
| 25 | D    | Hal Gill           | 1975 | 201  | 108  | L    | Lukko Rauma         |
| 26 | A    | Mike Knuble        | 1972 | 191  | 98   | R    | Linköping           |
| 28 | A    | Adam Hall          | 1980 | 185  | 91   | R    | KalPa               |
| 29 | P    | Rick DiPietro      | 1981 | 180  | 83   | R    | New York Islanders  |
| 30 | P    | Ty Conklin         | 1976 | 183  | 81   | L    | Grizzlys Wolfsburg  |
| 33 | A    | Kevyn Adams        | 1974 | 185  | 90   | R    | DEG Metro Stars     |
| 37 | A    | Mark Parrish       | 1977 | 183  | 82   | R    | New York Islanders  |
| 39 | A    | Doug Weight - C    | 1971 | 178  | 86   | L    | Frankfurt Lions     |
| 73 | P    | Tim Thomas         | 1974 | 180  | 81   | L    | Jokerit             |

LEGENDA:

P = Portiere, D = Difensore, A = Attaccante, L = sinistra, R = destra

## Gruppo C

### Danimarca
Allenatore:  Mikael Lundström.
Lista dei convocati aggiornata al 6 maggio 2005.
| N. | Pos. | Nome                  | Anno | Alt. | Peso | Tiro | Squadra                   |
| -- | ---- | --------------------- | ---- | ---- | ---- | ---- | ------------------------- |
| 1  | P    | Simon Nielsen         | 1986 | 184  | 80   | L    | Herning Blue Fox          |
| 7  | D    | Jesper Damgaard       | 1975 | 187  | 94   | R    | MODO                      |
| 8  | A    | Thor Dresler          | 1979 | 185  | 81   | L    | Herlev Hornets            |
| 9  | A    | Kasper Degn           | 1982 | 175  | 75   | L    | Nordsjælland Cobras       |
| 10 | A    | Bo Nordby Tranholm    | 1979 | 180  | 85   | L    | Aalborg                   |
| 11 | A    | Lasse Degn            | 1977 | 181  | 81   | R    | Nordsjælland Cobras       |
| 12 | A    | Peter Regin           | 1986 | 182  | 70   | L    | Timrå                     |
| 13 | A    | Morten Green          | 1981 | 183  | 87   | L    | MODO                      |
| 14 | D    | Mads Bech Christensen | 1984 | 187  | 83   | L    | Frederikshavn White Hawks |
| 15 | A    | Frans Nielsen         | 1984 | 184  | 80   | L    | Timrå                     |
| 16 | A    | Christoffer Kjærgaard | 1980 | 188  | 99   | L    | Herning Blue Fox          |
| 17 | A    | Jannik Hansen         | 1986 | 182  | 72   | R    | Rødovre Mighty Bulls      |
| 19 | A    | Kim Staal             | 1978 | 182  | 88   | R    | Malmö                     |
| 20 | D    | Christian Schioldan   | 1978 | 195  | 100  | L    | Frederikshavn White Hawks |
| 21 | A    | Michael Smidt         | 1979 | 178  | 80   | R    | Aalborg                   |
| 22 | A    | Mike Grey             | 1975 | 184  | 86   | L    | Frederikshavn White Hawks |
| 23 | D    | Frederik Åkesson      | 1966 | 192  | 95   | L    | Aalborg                   |
| 25 | D    | Andreas Andreasen     | 1976 | 184  | 95   | L    | EfB Ishockey              |
| 26 | D    | Morten Dahlmann       | 1976 | 185  | 85   | L    | Nordsjælland Cobras       |
| 30 | P    | Michael Madsen        | 1980 | 177  | 88   | L    | Herning Blue Fox          |
| 31 | P    | Peter Hirsch          | 1979 | 182  | 78   | R    | Nordsjælland Cobras       |
| 32 | A    | Mads True             | 1972 | 188  | 86   | L    | Odense Bulldogs           |
| 33 | A    | Nicolas Monberg       | 1980 | 189  | 93   | L    | Nordsjælland Cobras       |
| 47 | D    | Thomas Johnsen        | 1979 | 185  | 90   | R    | Nordsjælland Cobras       |
| 55 | D    | Mads Møller           | 1982 | 184  | 87   | R    | Aalborg                   |

LEGENDA:

P = Portiere, D = Difensore, A = Attaccante, L = sinistra, R = destra

### Finlandia
Allenatore:  Erkka Westerlund.
Lista dei convocati aggiornata all'8 maggio 2005.
| N. | Pos. | Nome               | Anno | Alt. | Peso | Tiro | Squadra                |
| -- | ---- | ------------------ | ---- | ---- | ---- | ---- | ---------------------- |
| 2  | D    | Lasse Kukkonen     | 1981 | 183  | 85   | L    | Oulun Kärpät           |
| 3  | D    | Petteri Nummelin   | 1972 | 178  | 83   | L    | Lugano                 |
| 4  | D    | Kimmo Timonen - A  | 1975 | 178  | 88   | L    | KalPa                  |
| 5  | D    | Pekka Saravo       | 1979 | 189  | 94   | L    | Tappara                |
| 6  | D    | Ossi Väänänen      | 1980 | 191  | 94   | L    | Jokerit                |
| 7  | D    | Antti-Jussi Niemi  | 1977 | 185  | 87   | L    | Frölunda               |
| 8  | A    | Jussi Jokinen      | 1983 | 182  | 86   | L    | Oulun Kärpät           |
| 10 | D    | Jere Karalahti     | 1975 | 188  | 96   | R    | HIFK                   |
| 12 | A    | Olli Jokinen - A   | 1978 | 188  | 90   | L    | HIFK                   |
| 14 | A    | Niklas Hagman      | 1979 | 184  | 90   | L    | Davos                  |
| 16 | A    | Ville Peltonen - C | 1973 | 180  | 84   | L    | Lugano                 |
| 20 | A    | Petri Pakaslahti   | 1976 | 189  | 93   | L    | Jokerit                |
| 22 | A    | Mikko Eloranta     | 1972 | 183  | 86   | L    | Rapperswil-Jona Lakers |
| 23 | A    | Riku Hahl          | 1980 | 185  | 87   | L    | HPK                    |
| 24 | A    | Jari Viuhkola      | 1980 | 183  | 85   | L    | Oulun Kärpät           |
| 25 | A    | Jukka Hentunen     | 1974 | 178  | 88   | R    | Friburgo-Gottéron      |
| 26 | D    | Toni Söderholm     | 1978 | 188  | 84   | L    | HIFK                   |
| 27 | A    | Timo Pärssinen     | 1977 | 178  | 86   | L    | HIFK                   |
| 28 | A    | Jani Rita          | 1981 | 185  | 94   | L    | HPK                    |
| 30 | P    | Fredrik Norrena    | 1973 | 183  | 85   | L    | Linköping              |
| 31 | P    | Pasi Nurminen      | 1975 | 179  | 88   | L    | Malmö                  |
| 32 | P    | Niklas Bäckström   | 1978 | 185  | 81   | L    | Oulun Kärpät           |
| 37 | A    | Jarkko Ruutu       | 1975 | 188  | 93   | L    | HIFK                   |
| 39 | A    | Niko Kapanen       | 1978 | 177  | 80   | L    | Zugo                   |
| 71 | A    | Tomi Kallio        | 1977 | 184  | 85   | L    | Frölunda               |

LEGENDA:

P = Portiere, D = Difensore, A = Attaccante, L = sinistra, R = destra

### Svezia
Allenatore:  Bengt-Åke Gustafsson.
Lista dei convocati aggiornata al 7 maggio 2005.
| N. | Pos. | Nome                  | Anno | Alt. | Peso | Tiro | Squadra            |
| -- | ---- | --------------------- | ---- | ---- | ---- | ---- | ------------------ |
| 1  | P    | Stefan Liv            | 1980 | 183  | 80   | L    | HV71               |
| 5  | D    | Sanny Lindström       | 1979 | 186  | 93   | L    | Timrå              |
| 6  | D    | Magnus Johansson      | 1973 | 178  | 82   | R    | Linköping          |
| 7  | D    | Niklas Kronwall       | 1981 | 188  | 86   | L    | G. Rapids Griffins |
| 8  | D    | Christian Bäckman     | 1980 | 191  | 93   | L    | Frölunda           |
| 9  | A    | Magnus Kahnberg       | 1980 | 188  | 88   | R    | Frölunda           |
| 11 | A    | Daniel Alfredsson - A | 1972 | 179  | 90   | R    | Frölunda           |
| 12 | A    | Daniel Sedin          | 1980 | 186  | 86   | L    | MODO               |
| 13 | A    | Mattias Weinhandl     | 1980 | 182  | 88   | R    | MODO               |
| 14 | D    | Mattias Norström      | 1972 | 185  | 101  | L    | AIK                |
| 16 | A    | Johan Franzén         | 1979 | 189  | 100  | L    | Linköping          |
| 17 | A    | Jonathan Hedström     | 1977 | 183  | 89   | L    | Timrå              |
| 19 | A    | Peter Nordström       | 1974 | 187  | 88   | L    | Färjestad          |
| 20 | A    | Henrik Sedin          | 1980 | 188  | 91   | L    | MODO               |
| 22 | A    | Per-Johan Axelsson    | 1975 | 185  | 86   | L    | Frölunda           |
| 23 | D    | Ronnie Sundin         | 1970 | 186  | 98   | L    | Frölunda           |
| 25 | D    | Thomas Rhodin         | 1971 | 181  | 91   | R    | Friburgo-Gottéron  |
| 26 | A    | Samuel Påhlsson       | 1977 | 181  | 94   | L    | Frölunda           |
| 29 | D    | Kenny Jönsson - A     | 1974 | 191  | 92   | L    | Rögle              |
| 30 | P    | Johan Holmqvist       | 1978 | 186  | 90   | L    | Brynäs             |
| 35 | P    | Henrik Lundqvist      | 1982 | 185  | 87   | L    | Frölunda           |
| 37 | A    | Mikael Samuelsson     | 1976 | 186  | 94   | R    | Södertälje SK      |
| 40 | A    | Henrik Zetterberg     | 1980 | 183  | 86   | L    | Timrå              |
| 44 | A    | Jonas Höglund         | 1972 | 191  | 98   | R    | Färjestad          |
| 72 | A    | Jörgen Jönsson - C    | 1972 | 184  | 89   | L    | Färjestad          |

LEGENDA:

P = Portiere, D = Difensore, A = Attaccante, L = sinistra, R = destra

### Ucraina
Allenatore:  Oleksandr Seukand.
Lista dei convocati aggiornata al 6 maggio 2005.
| N. | Pos. | Nome                    | Anno | Alt. | Peso | Tiro | Squadra               |
| -- | ---- | ----------------------- | ---- | ---- | ---- | ---- | --------------------- |
| 1  | P    | Kostjantyn Simčuk       | 1974 | 183  | 85   | L    | Magnitogorsk          |
| 2  | D    | Jurij Hun'ko            | 1972 | 190  | 100  | L    | Sokol Kiev            |
| 3  | D    | Serhij Klyment'jev      | 1975 | 187  | 82   | L    | Ak Bars Kazan’        |
| 4  | D    | V″jačeslav Tymčenko     | 1971 | 182  | 83   | L    | Homel'                |
| 5  | D    | Dmytro Tolkunov         | 1979 | 186  | 88   | R    | Amur Chabarovsk       |
| 6  | D    | Andriy Srjubko          | 1975 | 189  | 96   | L    | THK Tver'             |
| 7  | A    | Vasyl' Bobrovnykov      | 1971 | 173  | 80   | L    | Sokol Kiev            |
| 9  | D    | Vitalij Ljutkevič       | 1980 | 177  | 81   | L    | Neftjanik Leninogorsk |
| 10 | A    | Vadym Šachrajčuk        | 1974 | 189  | 95   | L    | Dinamo Mosca          |
| 11 | D    | Oleh Tymčenko           | 1978 | 182  | 83   | L    | Flyers                |
| 15 | A    | Vitalij Lytvynenko      | 1970 | 181  | 93   | L    | Sokol Kiev            |
| 16 | A    | Dmytro Cyrul'           | 1979 | 182  | 85   | L    | Kristall Saratov      |
| 17 | A    | Serhij Varlamov         | 1978 | 182  | 90   | L    | Sibir’ Novosibirsk    |
| 19 | D    | Oleksandr Pobjedonoscev | 1981 | 185  | 89   | L    | Chimvalakno Mahilëŭ   |
| 20 | P    | Oleksandr Fedorov       | 1978 | 182  | 83   | L    | Neman Hrodna          |
| 23 | A    | Roman Sal'nykov         | 1976 | 183  | 87   | R    | Sokol Kiev            |
| 24 | A    | Oleksandr Matvijčuk     | 1975 | 175  | 75   | L    | Sokol Kiev            |
| 25 | A    | Bohdan Savenko          | 1974 | 186  | 93   | R    | Sokol Kiev            |
| 27 | A    | Kostjantyn Kasjančuk    | 1979 | 182  | 88   | R    | Sokol Kiev            |
| 28 | A    | Artem Hnidenko          | 1980 | 178  | 84   | R    | Sokol Kiev            |
| 29 | A    | Vitalij Semenčenko      | 1974 | 183  | 87   | R    | Homel'                |
| 30 | P    | Vadym Seliverstov       | 1981 | 173  | 71   | L    | Sokol Kiev            |
| 31 | D    | V″jačeslav Zaval'njuk   | 1974 | 181  | 90   | L    | Sibir’ Novosibirsk    |
| 34 | D    | Denys Isajenko          | 1980 | 179  | 80   | L    | Sokol Kiev            |

LEGENDA:

P = Portiere, D = Difensore, A = Attaccante, L = sinistra, R = destra

## Gruppo D

### Germania
Allenatore:  Greg Poss.
Lista dei convocati aggiornata al 6 maggio 2005.
| N. | Pos. | Nome                | Anno | Alt. | Peso | Tiro | Squadra             |
| -- | ---- | ------------------- | ---- | ---- | ---- | ---- | ------------------- |
| 1  | P    | Oliver Jonas        | 1979 | 184  | 80   | L    | Eisbären Berlino    |
| 5  | D    | Nico Pyka           | 1977 | 188  | 92   | L    | Adler Mannheim      |
| 10 | D    | Christian Ehrhoff   | 1982 | 188  | 88   | L    | Cleveland Barons    |
| 11 | A    | Sven Felski         | 1974 | 180  | 74   | L    | Eisbären Berlino    |
| 13 | D    | Christoph Schubert  | 1982 | 190  | 103  | L    | Binghamton Sen.s    |
| 15 | D    | Stefan Schauer      | 1983 | 185  | 90   | L    | Nürnberg Ice Tigers |
| 17 | A    | Jochen Hecht        | 1977 | 187  | 90   | L    | Adler Mannheim      |
| 25 | D    | Michael Bakos       | 1979 | 190  | 92   | R    | Adler Mannheim      |
| 26 | A    | Daniel Kreutzer     | 1979 | 176  | 88   | L    | DEG Metro Stars     |
| 29 | A    | Alexander Barta     | 1983 | 178  | 77   | R    | Eisbären Berlino    |
| 31 | D    | Andreas Renz        | 1977 | 183  | 94   | L    | Kölner Haie         |
| 32 | A    | Tomáš Martinec      | 1976 | 182  | 87   | L    | Nürnberg Ice Tigers |
| 34 | A    | Eduard Lewandowski  | 1980 | 187  | 94   | L    | Kölner Haie         |
| 41 | P    | Alexander Jung      | 1978 | 185  | 80   | L    | DEG Metro Stars     |
| 49 | A    | Klaus Kathan        | 1977 | 182  | 84   | R    | DEG Metro Stars     |
| 52 | D    | Alexander Sulzer    | 1984 | 187  | 91   | L    | DEG Metro Stars     |
| 54 | A    | Sebastian Furchner  | 1982 | 174  | 84   | L    | Kölner Haie         |
| 57 | A    | Marcel Goc          | 1983 | 183  | 92   | L    | Cleveland Barons    |
| 58 | D    | Lasse Kopitz        | 1980 | 190  | 87   | L    | Nürnberg Ice Tigers |
| 72 | A    | Petr Fical          | 1977 | 178  | 82   | R    | Nürnberg Ice Tigers |
| 73 | A    | Tino Boos           | 1975 | 180  | 80   | R    | Kölner Haie         |
| 75 | A    | Andreas Morczinietz | 1978 | 183  | 82   | L    | Hannover Scorpions  |
| 76 | D    | Stephan Retzer      | 1976 | 182  | 87   | L    | Kassel Huskies      |
| 80 | P    | Robert Müller       | 1980 | 172  | 79   | R    | Krefeld Pinguine    |
| 83 | A    | Jan Benda           | 1972 | 194  | 98   | R    | Severstal’          |

LEGENDA:

P = Portiere, D = Difensore, A = Attaccante, L = sinistra, R = destra

### Kazakistan
Allenatore:  Nikolaj Myšagin.
Lista dei convocati aggiornata al 6 maggio 2005.
| N. | Pos. | Nome                | Anno | Alt. | Peso | Tiro | Squadra            |
| -- | ---- | ------------------- | ---- | ---- | ---- | ---- | ------------------ |
| 1  | P    | Sergej Tambulov     | 1974 | 188  | 87   | L    | Metallurg Serov    |
| 2  | D    | Aleksej Koledaev    | 1976 | 178  | 84   | L    | Metallurg Novok.   |
| 3  | D    | Evgenij Mazunin     | 1981 | 190  | 95   | L    | Kazcink-Torpedo    |
| 4  | D    | Vitalij Novopašin   | 1978 | 184  | 80   | L    | Torpedo N. Novg.   |
| 5  | D    | Aleksej Litvinenko  | 1980 | 198  | 105  | L    | SKA Pietroburgo    |
| 6  | D    | Aleksej Vasil'čenko | 1971 | 185  | 80   | L    | Neftechimik        |
| 7  | D    | Evgenij Blochin     | 1979 | 190  | 91   | L    | Saryarka           |
| 8  | D    | Andrej Sokolov      | 1968 | 183  | 83   | L    | Magnitogorsk       |
| 9  | D    | Vladimir Antipin    | 1970 | 189  | 92   | L    | Mečel Čeljabinsk   |
| 11 | A    | Andrej Troščinskij  | 1978 | 194  | 100  | L    | Kazcink-Torpedo    |
| 12 | A    | Dmitrij Dudarev     | 1976 | 185  | 91   | R    | Sibir’ Novosibirsk |
| 14 | A    | Andrej Ogorodnikov  | 1982 | 178  | 78   | R    | Kazcink-Torpedo    |
| 15 | A    | Konstantin Šafranov | 1968 | 183  | 80   | L    | Torpedo N. Novg.   |
| 16 | A    | Roman Kozlov        | 1981 | 182  | 78   | L    | Kazcink-Torpedo    |
| 17 | A    | Aleksandr Koreškov  | 1983 | 181  | 84   | L    | Mečel Čeljabinsk   |
| 18 | A    | Fëdor Poliščuk      | 1979 | 174  | 71   | L    | Kazcink-Torpedo    |
| 19 | A    | Evgenij Koreškov    | 1970 | 170  | 84   | L    | Severstal’         |
| 20 | P    | Vitalij Kolesnik    | 1979 | 190  | 90   | L    | Kazcink-Torpedo    |
| 21 | D    | Oleg Kovalenko      | 1975 | 178  | 91   | R    | Kazcink-Torpedo    |
| 22 | A    | Dmitrij Upper       | 1978 | 185  | 92   | L    | CSKA Mosca         |
| 23 | A    | Sergej Aleksandrov  | 1975 | 176  | 95   | R    | Kazcink-Torpedo    |
| 24 | A    | Anton Komissarov    | 1978 | 178  | 80   | L    | Kazcink-Torpedo    |
| 25 | D    | Artëm Argokov       | 1976 | 180  | 81   | L    | Kazcink-Torpedo    |
| 28 | A    | Andrej Pčeljakov    | 1972 | 181  | 79   | L    | THK Tver'          |
| 31 | P    | Sergej Ogurešnikov  | 1977 | 181  | 80   | L    | Amur Chabarovsk    |

LEGENDA:

P = Portiere, D = Difensore, A = Attaccante, L = sinistra, R = destra

### Rep. Ceca
Allenatore:  Vladimír Růžička.
Lista dei convocati aggiornata al 6 maggio 2005.
| N. | Pos. | Nome              | Anno | Alt. | Peso | Tiro | Squadra             |
| -- | ---- | ----------------- | ---- | ---- | ---- | ---- | ------------------- |
| 2  | D    | Jiří Fischer      | 1980 | 196  | 102  | L    | Bílí Tygři Liberec  |
| 3  | D    | Marek Židlický    | 1977 | 180  | 85   | R    | HIFK                |
| 6  | D    | Jaroslav Špaček   | 1974 | 180  | 94   | L    | Slavia Praga        |
| 9  | A    | David Výborný - C | 1975 | 179  | 75   | L    | Sparta Praga        |
| 12 | D    | František Kaberle | 1973 | 185  | 73   | L    | MODO                |
| 13 | D    | Pavel Kubina      | 1977 | 193  | 104  | R    | Vítkovice Steel     |
| 15 | D    | Tomáš Kaberle     | 1978 | 188  | 91   | L    | Rytíři Kladno       |
| 16 | A    | Petr Čajánek      | 1975 | 181  | 80   | L    | PSG Zlín            |
| 19 | A    | Radim Vrbata      | 1981 | 182  | 78   | R    | Bílí Tygři Liberec  |
| 20 | A    | Radek Dvořák      | 1977 | 188  | 86   | R    | České Budějovice    |
| 25 | A    | Václav Varaďa     | 1976 | 183  | 95   | L    | Vítkovice Steel     |
| 26 | A    | Martin Ručinský   | 1971 | 186  | 90   | L    | Litvínov            |
| 27 | A    | Jan Hlaváč        | 1976 | 183  | 91   | L    | Sparta Praga        |
| 28 | A    | Martin Straka     | 1972 | 177  | 81   | L    | Plzeň 1929          |
| 29 | P    | Tomáš Vokoun      | 1976 | 184  | 90   | R    | HIFK                |
| 31 | P    | Adam Svoboda      | 1978 | 178  | 82   | L    | Nürnberg Ice Tigers |
| 33 | P    | Milan Hnilička    | 1973 | 185  | 83   | L    | Bílí Tygři Liberec  |
| 35 | D    | Jan Hejda         | 1972 | 191  | 98   | R    | CSKA Mosca          |
| 39 | A    | Petr Sýkora       | 1976 | 183  | 86   | L    | Magnitogorsk        |
| 40 | A    | Václav Prospal    | 1975 | 188  | 92   | L    | České Budějovice    |
| 63 | A    | Josef Vašíček     | 1980 | 193  | 91   | L    | Slavia Praga        |
| 68 | A    | Jaromír Jágr - A  | 1972 | 188  | 106  | L    | Avangard Omsk       |
| 71 | D    | Jiří Šlégr        | 1971 | 183  | 98   | L    | Litvínov            |
| 73 | A    | Petr Průcha       | 1982 | 178  | 73   | R    | Pardubice           |
| 83 | A    | Aleš Hemský       | 1983 | 183  | 87   | R    | Pardubice           |

LEGENDA:

P = Portiere, D = Difensore, A = Attaccante, L = sinistra, R = destra

### Svizzera
Allenatore:  Ralph Krueger.
Lista dei convocati aggiornata al 12 maggio 2005.
| N. | Pos. | Nome                  | Anno | Alt. | Peso | Tiro | Squadra                |
| -- | ---- | --------------------- | ---- | ---- | ---- | ---- | ---------------------- |
| 3  | D    | Julien Vauclair       | 1979 | 184  | 92   | L    | Lugano                 |
| 4  | A    | Flavien Conne         | 1980 | 177  | 82   | L    | Lugano                 |
| 5  | D    | Severin Blindenbacher | 1983 | 182  | 88   | R    | Kloten Flyers          |
| 7  | D    | Mark Streit           | 1977 | 180  | 89   | L    | ZSC Lions              |
| 8  | D    | Cyrill Geyer          | 1981 | 186  | 99   | L    | Rapperswil-Jona Lakers |
| 10 | A    | Andres Ambühl         | 1983 | 176  | 87   | R    | Davos                  |
| 12 | A    | Patric Della Rossa    | 1975 | 187  | 92   | R    | Zugo                   |
| 15 | A    | Paul DiPietro         | 1970 | 175  | 82   | R    | Lugano                 |
| 21 | A    | Patrick Fischer       | 1975 | 181  | 85   | L    | Zugo                   |
| 22 | D    | Olivier Keller        | 1971 | 187  | 95   | L    | Lugano                 |
| 23 | A    | Thierry Paterlini     | 1975 | 184  | 96   | L    | ZSC Lions              |
| 26 | P    | Martin Gerber         | 1974 | 180  | 88   | L    | Färjestad              |
| 28 | A    | Martin Plüss          | 1977 | 174  | 80   | L    | Frölunda               |
| 29 | D    | Beat Forster          | 1983 | 187  | 92   | R    | Davos                  |
| 31 | D    | Mathias Seger         | 1977 | 181  | 87   | L    | ZSC Lions              |
| 32 | D    | Ivo Rüthemann         | 1976 | 172  | 76   | L    | Berna                  |
| 35 | A    | Sandy Jeannin         | 1976 | 180  | 81   | R    | Lugano                 |
| 38 | A    | Thomas Ziegler        | 1981 | 183  | 83   | L    | Berna                  |
| 40 | P    | David Äbischer        | 1978 | 186  | 84   | L    | Lugano                 |
| 44 | P    | Marco Bührer          | 1979 | 179  | 82   | L    | Berna                  |
| 57 | D    | Goran Bezina          | 1982 | 190  | 102  | L    | Ginevra-Servette       |
| 61 | A    | Patrik Bärtschi       | 1980 | 178  | 87   | R    | Kloten Flyers          |
| 67 | A    | Romano Lemm           | 1984 | 182  | 86   | R    | Kloten Flyers          |
| 88 | A    | Kevin Romy            | 1985 | 181  | 88   | L    | Ginevra-Servette       |
| 97 | A    | Adrian Wichser        | 1980 | 181  | 78   | L    | Lugano                 |

LEGENDA:

P = Portiere, D = Difensore, A = Attaccante, L = sinistra, R = destra